# جون ماديسون (رسام)
جون ماديسون (بالإنجليزية: John Maddison)‏ هو رسام بريطاني، ولد في 1952.

## وصلات خارجية
- الموقع الرسمي